# Paziente

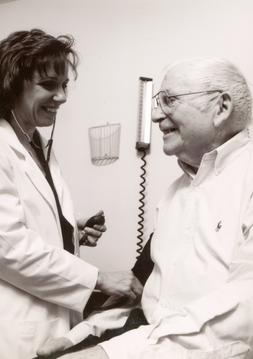
Paziente ad una vista medica.

Un paziente (dal latino patiens, il participio presente del verbo pati, intendendo "sofferente" o "che sopporta"), in medicina, è una persona che si rivolge ad un medico o ad una struttura di assistenza sanitaria per accertamenti o problemi di salute.
In alcuni contesti il termine paziente è sostituito dalla parola "degente" o "cliente" o "ospite".
In una struttura ospedaliera si distinguono i pazienti "interni", temporaneamente residenti nella struttura, dai pazienti "esterni" o in day hospital, in "visita" alla struttura.